# Menahem ben Saruq
Menahem ben Saruq o Menahem ben Jacob ben Saruq (hebreu: מנחם בן יעקב בן סרוק, Mĕnaḥem ben Yaʿăqōḇ ben Saruq‎) (Tortosa, ca. 920-ca. 970) fou un poeta i gramàtic jueu andalusí.

## Biografia
Nascut a Tortosa, es trasllada a Còrdova i entra al servei d'Issac ben Ezra, funcionari califal. Torna a Tortosa quan mor Issac, però el fill d'aquest, Hasday ibn Xaprut, metge i conseller dels califes Abd-ar-Rahman III i al-Hàkam II el reclama i el nomena secretari personal seu, i l'anima a fer estudis de la llengua hebrea, envoltat per un grup de deixebles.
Els seus estudis filològics es desenvolupen en el Maḥberet o Lèxic de l'hebreu bíblic, el qual fou atacat pel gramàtic Dunaix ben Labrat en la seva crítica o Tēshuvot per les seves aportacions filològiques i exegètiques, i aconseguí per les seves acusacions que Menahem perdé el mecenatge de Hasday ibn Xaprut, i fins i tot, acabà a la presó. És possible que poc després morís. A aquestes crítiques, els deixebles de Menahem: Isaac ben Gikatilla, Isaac ben Caprun i Judà ben David Hayyuj replicaren amb les Tēshuvot Talmidey Mĕnaḥem en contra de les opinions de Ben Labrat.

## Obra
En tota la seva obra Menahem intenta que l'hebreu recupere la posició com a idioma creatiu, com l'idioma exclusiu de la societat jueva. És un extraordinari estilista, amb un important domini del vocabulari hebreu.

### Gramàtica
- Maḥberet (Composició) o Lèxic hebreu escrit en hebreu.[9] Consta d'una introducció, on l'autor explica les seves idees gramaticals, i un cos, ordenat alfabèticament, on registra totes les arrels de la llengua hebrea bíblica, uns 2.500. La finalitat que buscava l'autor fou facilitar la comprensió de la Tanakh o Bíblia jueva, que es veu reforçada quan en explicar les diferents accepcions de les paraules, comenta el sentit de passatges bíblics, i es converteix en un veritable tractat exegètic.[4] Aquest és el primer diccionari hebreu escrit en hebreu, i possiblement el primer diccionari hebreu sistemàtic de qualsevol tipus.[10]

### Poesia
- Paraules de dol. Poesia elegíaca de dol per la mort d'Issac ben Ezra.[5]
- Cant fúnebre per la mort de la mare de Hasday ibn Xaprut.[5]
- Introducció de la carta enviada a Josep, sobirà khàzar (poble turc establit al sud-est de l'estepa russa i el Daguestan, i convertit al judaisme al segle vii), pel diplomàtic Hasday ibn Xaprut.[11]
- Carta a Hasday ibn Xaprut defensant la seva innocència.[4]